# Анук Веттер
Анук Веттер (нід. Anouk Vetter, [aːˈnuk ˈvɛtər]) — нідерландська легкоатлетка, багатоборка, олімпійська медалістка, призерка чемпіонатів світу, чемпіонка Європи.
Золоту медаль чемпіонки Європи Веттер виборола на чемпіонаті 2016 року, що проходив в Амстердамі. На Олімпіаді в Ріо-де-Жанейро вона була десятою, а на Лондонському чемпіонаті світу завоювала бронзову медаль, встановивши національний рекорд 6636 очок. 

## Кар'єра
| Рік                    | Змагання                       | Місце проведення         | Місце                  | Дисципліна             | Результат              | Примітки               |
| Представник Нідерланди | Представник Нідерланди         | Представник Нідерланди   | Представник Нідерланди | Представник Нідерланди | Представник Нідерланди | Представник Нідерланди |
| ---------------------- | ------------------------------ | ------------------------ | ---------------------- | ---------------------- | ---------------------- | ---------------------- |
| 2011                   | Чемпіонат Європи серед юніорів | Таллінн, Естонія         | —                      | семиборство            | DNF                    |                        |
| 2012                   | Чемпіонат світу серед юніорів  | Барселона, Іспанія       | —                      | семиборство            | DNF                    |                        |
| 2013                   | Чемпіонат Європи серед молоді  | Тампере, Фінляндія       | —                      | семиборство            | DNF                    |                        |
| 2014                   | Чемпіонат Європи               | Цюрих, Швейцарія         | 7                      | семиборство            | 6281                   |                        |
| 2015                   | Чемпіонат Європи в приміщенні  | Прага, Чехія             | 8                      | п'ятиборство           | 4548                   |                        |
| 2015                   | Чемпіонат світу                | Пекін, Китай             | 12                     | семиборство            | 6267                   |                        |
| 2016                   | Чемпіонат Європи               | Амстердам, Нідерланди    | 1                      | семиборство            | 6626                   | NR                     |
| 2016                   | Олімпійські ігри               | Ріо-де-Жанейро, Бразилія | 10                     | семиборство            | 6394                   |                        |
| 2017                   | Чемпіонат світу                | Лондон, Велика Британія  | 3                      | семиборство            | 6636                   | NR                     |
| 2018                   | Чемпіонат Європи               | Берлін, Німеччина        | 5                      | семиборство            | 6414                   |                        |
| 2019                   | Чемпіонат Європи в приміщенні  | Глазго, Велика Британія  | —                      | п'ятиборство           | DNF                    |                        |
| 2019                   | Чемпіонат світу                | Доха, Катар              | —                      | семиборство            | DNF                    |                        |
| 2021                   | Олімпійські ігри               | Токіо, Японія            | 2                      | семиборство            | 6689                   | NR                     |
| 2022                   | Чемпіонат світу                | Юджин, США               | 2                      | семиборство            | 6867                   | NR                     |

## Особисті рекорди
| Дисципліна        | результат            | Місце                                | дата           | Рекорди             |
| ----------------- | -------------------- | ------------------------------------ | -------------- | ------------------- |
| 100 м             | 11.63 с (вітер +0.7) | Лейден                               | 13 червня 2015 |                     |
| 200 м             | 23.70 с (вітер +1.0) | Гетціс                               | 28 травня 2016 |                     |
| 800 м             | 2:17.71 хв           | Олімпійський стадіон, Ріо-де-Жанейро | 13 серпня 2016 |                     |
| 60 м з бар'єрами  | 8.25 с               | Апелдорн                             | 28 лютого 2016 |                     |
| 100 м з бар'єрами | 13.29 с (вітер -0.7) | Амстердам                            | 8 липня 2016   |                     |
| Стрибки у висоту  | 1.81 м               | Тампере                              | 13 липня 2013  |                     |
| Стрибки в довжину | 6.34 м (вітер +0.3)  | Горн                                 | 16 травня 2015 |                     |
| Штовхання ядра    | 16.00 м              | Ліссе                                | 13 травня 2017 |                     |
| Метання списа     | 58.41 м              | Лондон                               | 6 серпня 2017  |                     |
| П'ятиборство      | 4548 очок            | Прага                                | 6 березня 2015 |                     |
| Семиборство       | 6867 очок            | Юджин                                | 18 липня 2022  | Національний рекорд |

## Виноски
1. 1 2 3 4 5 6 7 8 9 10 11  "Anouk Vetter Athlete Profile [Архівовано 7 серпня 2017 у Wayback Machine.]", IAAF, 2017. Retrieved 7 August 2017.

## Зовнішні посилання
- Досьє на сайті IAAF [Архівовано 7 серпня 2017 у Wayback Machine.]